# Ouijabord

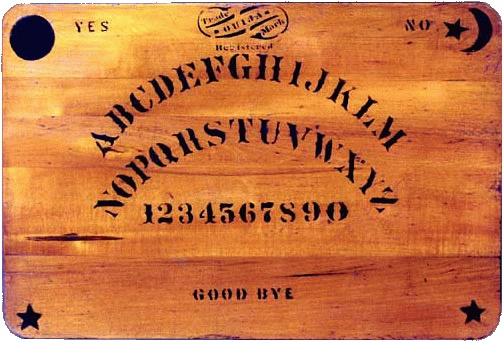
Een ouijabord uit 1894

Een ouijabord is een spel dat op de markt werd gebracht door de Kennard Novelty Company en werd later verkocht aan de Amerikaanse firma Parker Brothers (nu Hasbro). Het bestaat uit een plankje op wieltjes en een speelvlak waarop letters en veelgebruikte woorden staan afgedrukt. Wanneer de deelnemers gezamenlijk het plankje over de letters bewegen kunnen antwoorden ontstaan op vooraf gestelde vragen. Doordat iedereen tegelijkertijd aan het spel deelneemt is nooit duidelijk bij wie de antwoorden precies vandaan komen.

## Geschiedenis
In 1886 werd in de New York Tribune al melding gemaakt van een systeem dat op een ouijabord leek. Het idee was een variant op hulpmiddelen die al decennialang door 'mediums' en andere waarzeggers werden gebruikt. Volgens verkondigers van paranormale theorieën werd via dergelijke hulpmiddelen contact gelegd met onzichtbare entiteiten zoals geesten of demonen. In de tweede helft van de negentiende eeuw was in Europa en de VS sprake van een ware rage op dit gebied. 
Elijah J. Bond speelde in op deze rage door in 1891 patent te laten registreren op zo een talking board ('sprekend bord'). Het speelgoedbedrijf van Charles Kennard bracht het systeem vervolgens op de markt onder de naam ouija board. Kennard werd wegens wanbeleid aan de kant gezet en opgevolgd door zijn werknemer William Fuld, die het bedrijf omdoopte tot The Ouija Novelty Company. Door de geheimzinnigheid rondom het bord met spiritistische fantasieverhalen te voeden, speelde Fuld in op de goedgelovigheid van de kopers. Hij beweerde dat het bord had verteld dat Ouija het Egyptische woord voor 'geluk' is. Als het bord dat al gezegd heeft, is het in ieder geval onjuist. Over het algemeen wordt aangenomen dat Charles Kennard het woord ouija heeft bedacht en dat het een combinatie is van respectievelijk het Franse en het Duitse woord voor 'ja' – een van de antwoorden die op het bord staan afgedrukt.
In de loop der jaren verkocht Fuld miljoenen ouijaborden. Hij gebruikte de merknaam ook om anti-reuma-olie, geneeskrachtige stenen en andere kwakzalverij aan de man te brengen. Concurrenten bestookte hij met juridische procedures. Onder hen waren zijn voormalige werkgever Charles Kennard, die in de jaren 1890 een nieuw ouijabordenbedrijf probeerde op te richten, en zijn broer Isaac Fuld, die enige tijd Williams compagnon was geweest maar al snel voor zichzelf was begonnen als producent van 'Oriole-borden'.
Fuld overleed in 1927 nadat hij van het dak van zijn fabriek was gevallen. Het ouijabordenbedrijf William Fuld Inc. bleef bestaan tot 1966, toen Parker Brothers het opkocht.

## Werking

### Wetenschappelijke verklaring
De theorie dat via een ouijabord wordt gecommuniceerd met bijvoorbeeld de geest van overledenen behoort tot de reclameverhalen van William Fuld. Wetenschappers schrijven de werking van het bord zuiver toe aan handelingen van de deelnemers, die hun verwachtingen over het antwoord op een vraag bewust of onbewust omzetten in spierbewegingen. Wanneer iemand die aan een bepaalde handeling denkt, deze gedachte onbewust omzet in een spierbeweging, spreken we van het carpentereffect.
Wanneer de bedieners van een ouijabord niet kunnen volgen welke woorden gevormd worden, bijvoorbeeld doordat ze geblinddoekt zijn, ontstaan geen begrijpelijke boodschappen.

### Bovennatuurlijke verklaringen
Hoewel de werking van het ouijabord wetenschappelijk verklaard kan worden, zijn er ook tradities die een bovennatuurlijke verklaring aandragen. Een spiritistische verklaring schrijft sommige boodschappen toe aan de wereld der overledenen; animisten zoeken de oorsprong in het collectief onbewuste van de gebruikers en de parapsychologie sluit een combinatie van beide niet uit. 
Volgens het wereldbeeld van spiritisten kan het gebruik van een ouijabord bovendien gevaarlijk zijn, vanwege het risico van bezetenheid en manipulatie door kwaadaardige of 'aardsgebonden' overledenen.